# Trip the Darkness
Trip the Darkness è un brano musicale del gruppo milanese Lacuna Coil, pubblicato come primo singolo dal loro sesto album, Dark Adrenaline. Il singolo è stato pubblicato ufficialmente il 17 ottobre 2011 e vede la produzione di Don Gilmore. È stato scritto dai Lacuna Coil stessi. Il singolo è stato presentato in esclusiva 19 settembre 2011 sulla radio on-line Sirius XM. Il singolo è entrato nella top 40 della classifica radiofonica rock statunitense.
Il brano, che appare come prima traccia dell'album Dark Adrenaline, riprende il sound più cupo di album come Karmacode; il testo descrive i sintomi da astinenza da sostanze stupefacenti.
Il disegno stilizzato nella copertina è stato realizzato dal bassista del gruppo Marco Coti Zelati e sottolinea quanto sia personale la canzone per il gruppo. Da Coti Zelati è stata creata anche la musica.

## Tracce
Download digitale
1. Trip the Darkness - 3:14